# Saint-Eusèbe (Górna Sabaudia)
Saint-Eusèbe – miejscowość i gmina we Francji, w regionie Owernia-Rodan-Alpy, w departamencie Górna Sabaudia.
Według danych na rok 1990 gminę zamieszkiwało 298 osób, a gęstość zaludnienia wynosiła 43 osób/km² (wśród 2880 gmin regionu Rodan-Alpy Saint-Eusèbe plasuje się na 1331. miejscu pod względem liczby ludności, natomiast pod względem powierzchni na miejscu 1363.).